# 貝塔爾
贝塔尔运动（希伯來語：בית"ר）是一個修正錫安主義青年运动，1923年由澤維·賈鮑京斯基於拉脱维亚里加成立。即使在第二次世界大战期间，不同的分支仍然持續在欧洲運作。战争结束后，在以色列立國前的定居時期，贝塔尔传统上与犹太先驱者包括最初的赫拉特和利库德集團相关聯。它亦与立國前的修正錫安主義准军事组织伊爾貢有密切联系。贝塔尔运动是当时兴起的许多右翼运动和青年团体之一，采用特別的敬礼和制服。 以色列一些最著名的政治家年轻时亦曾參與贝塔尔运动，最著名的是伊扎克·沙米尔总理和賈鮑京斯基的崇拜者梅纳赫姆·贝京。 
時至今天，贝塔尔在大学校园和各地社区促进犹太人的领导能力。  其培訓犹太青年的历史可追溯至以色列立国前。在二战期间，贝塔尔是与英国并肩作战對抗納粹德國和及後在巴勒斯坦对英国发动持续游击战的犹太军团的主要招募来源。在欧洲大陸，贝塔尔民兵在独立抵抗纳粹势力及其对犹太社区的各种袭击等方面发挥了重要作用。

## 历史

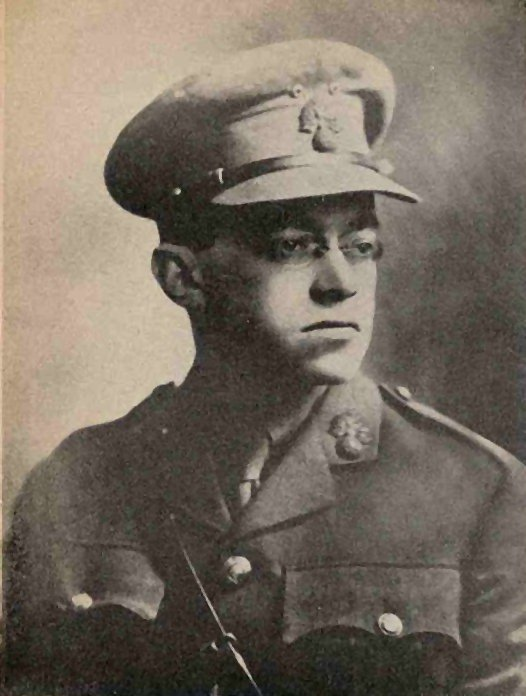
贝塔尔的创始人和第一任领导人澤維·賈鮑京斯基，身穿第一次世界大戰犹太军团制服。

1923 年，贝塔尔由澤維·賈鮑京斯基在拉脱维亚里加的一次犹太青年会议上创立。 會上，賈鮑京斯基谈及阿拉伯人对加利利特拉哈伊（Tel Hai） 和其他犹太人定居点的袭击。他认为，只能透过重建古老的、延伸至整个巴勒斯坦和约旦的犹太国家以色列，方能解決這些針对巴勒斯坦犹太人的严重威胁。这是修正錫安主義的定义理念。  賈鮑京斯基提议创立贝塔尔以培育新一代的犹太人，向他們灌输民族主义理想，并提供军事行动训练，以對抗犹太教的敌人。在1931年於但澤舉行的第一屆國際會議，賈鮑京斯基獲選為贝塔尔的领导人。 
犹太定居點的領袖約瑟夫·特魯姆多爾是贝塔尔的主要模範人物。他 1920 年在特拉哈伊被杀。作为一个只有獨臂的傷残人士，带领居民为定居點作最後的防御，据指他的臨終遺言是：「没关系，为我们的国家而死是好的（希伯来语：“אין דבר, טוב למות בעד ארצנו ”）」。鉴于當時犹太人还没有自己的国家，这一点尤其重要：特魯姆多爾指的是，为了进一步建立一个独立的犹太国家而牺牲自己的生命。由賈鮑京斯基撰写的贝塔尔之歌的歌词中，有一句引用了特魯姆多爾的临终遗言「没关系」。正如这首歌所表达的那样，贝塔尔青年将像特魯姆多爾一样「骄傲、慷慨和凶猛（或译为残忍  ）」，并准备为以色列牺牲自己。
贝塔尔 בית"ר 这个名字指的是在公元 136 年巴柯巴起義中最后一座倒塌的犹太堡垒The consensus is on 135 CE, not 136.，以及该组织希伯来语名称的變化缩写「 B erit Tr umpeldor”或“ B rit Y osef Tr umpeldor」   （ברית יוסף תרומפלדור）。虽然 Trumpeldor 的名字正确拼写是tet (ט) ，但贝塔尔是用taf (ת) 写的，以便产生該缩写。 

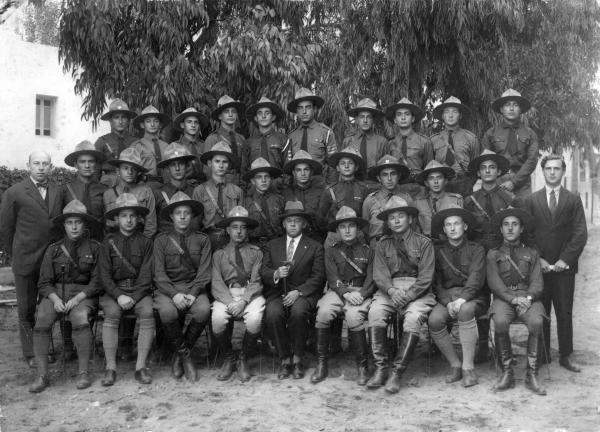
澤維·賈鮑京斯基和其他贝塔尔指挥官，巴勒斯坦

尽管受到正統鍚安主義犹太人和非鍚安主義犹太人的抵制，贝塔尔很快在波兰、巴勒斯坦、拉脱维亚、立陶宛、奥地利、捷克斯洛伐克、德国和其他地方获得大批追随者加入。而在波兰特别成功，其时，波兰是欧洲犹太人口最多的国家。
1934 年，贝塔尔坐拥 70,000 名会员，其中 40,000 人居住在波兰。 在华沙，贝塔尔的日常活动包括军事演习、希伯来语教学和鼓励学习英语。由波兰贝塔尔组织的民兵组织曾協助抵禦波蘭反犹組織民族激进阵营的攻击。  戰間期的波兰政府曾協助贝塔尔进行军事训练。  贝塔尔一些成员祟拜波兰民族主义并仿效了其某些方面。 

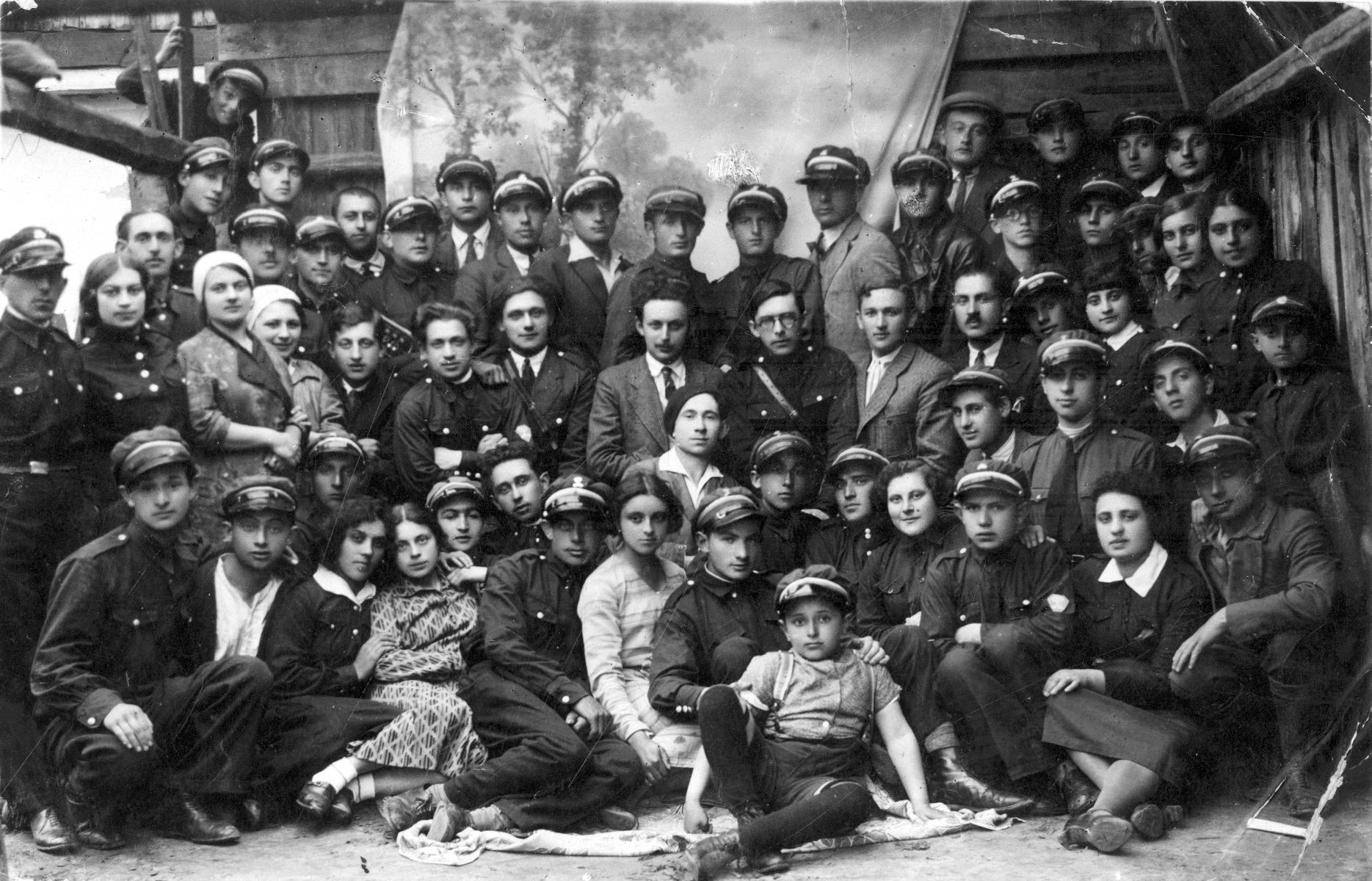
在欧洲的贝塔尔成员，约 1934 年

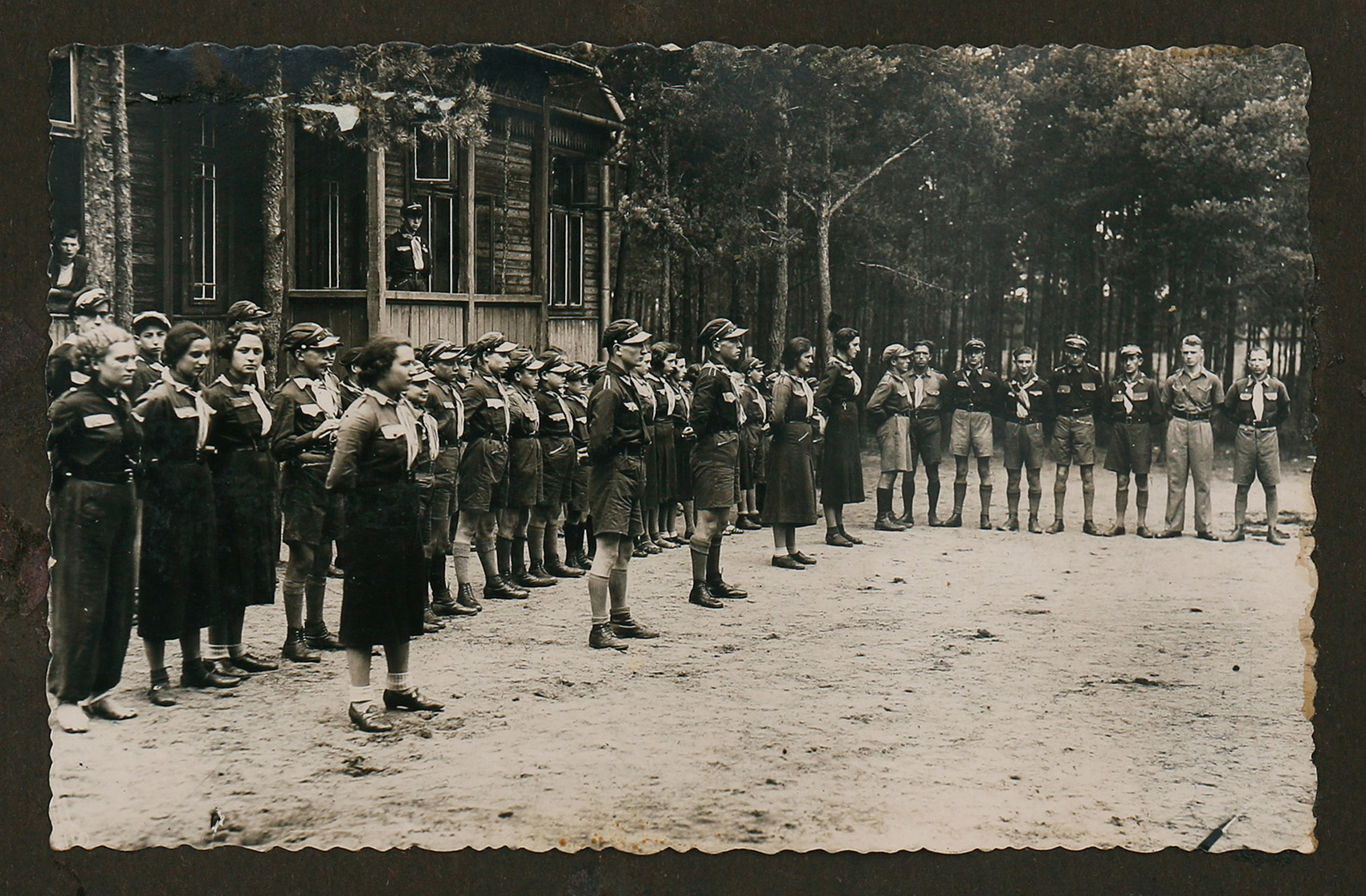
1935 年，在波兰度假小镇扎科帕内的夏令营中的贝塔尔运动成员

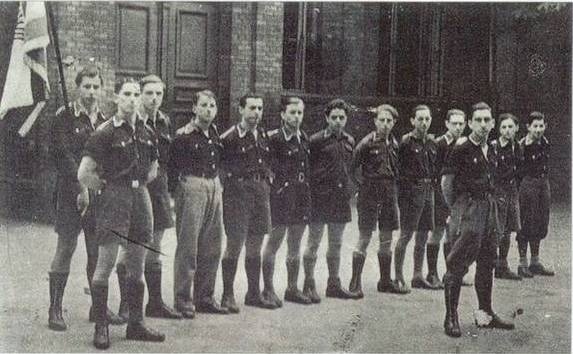
1936 年柏林的贝塔尔陣列

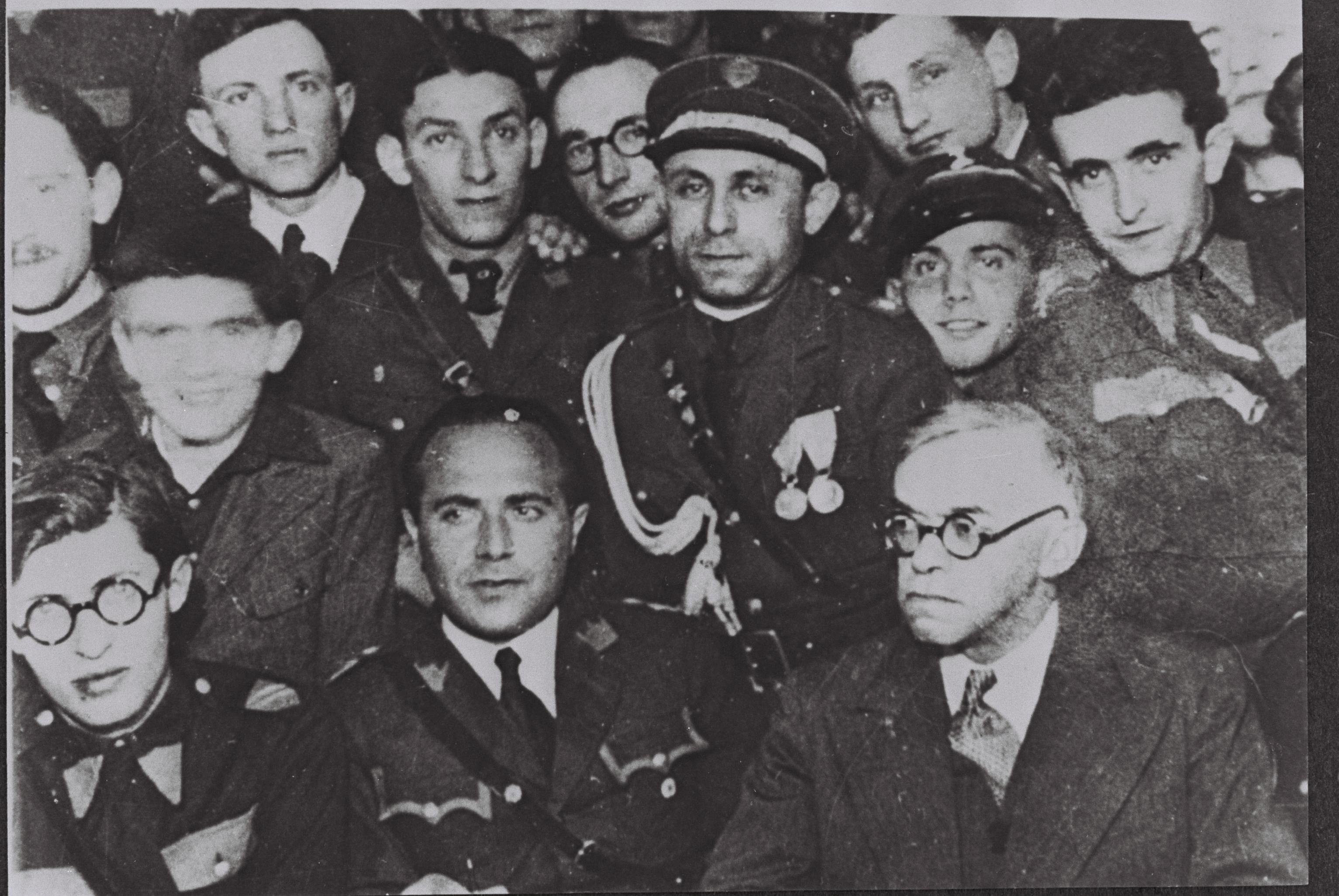
澤維·賈鮑京斯基（右下）在华沙会见贝塔尔的領導人。左下角是梅纳赫姆·贝京（估計在 1939 年）。

在整个 1930 年代和 1940 年代初期，尽管纳粹政權持續地迫害和谋杀犹太人，使到难民數字急升，巴勒斯坦託管地的移民配额並沒有因而增加。贝塔爾违反了移民配额限制，協助犹太人广泛移居到巴勒斯坦，總人數超過 40,000 名。 
在第二次世界大战期间的波蘭，包括前波兰军官在内的贝塔爾成员成立了犹太军事联盟（ŻZW：Żydowski Związek Wojskowy ），并一起發動1943年华沙犹太区起义。 莫德哈伊·阿涅萊維奇是起义中另一个主要组织犹太战斗组织 （ZOB）的负责人，他亦曾接受贝塔爾的军事训练。 在1938 年，他担任波蘭贝塔尔的秘书長。他其後离开組織并很快開始领导华沙的左翼鍚安主義组织青年衛士（Hashomer Hatzair）。
在1941年夏天，尤萊克·布兰特，一名來自波蘭霍茹夫的贝塔爾领导、波蘭赫鲁别舒夫犹太居民委员会（由納粹德國規定成立）主席塞繆爾·布兰特的親戚，安排了数百名来自华沙犹太区的贝塔爾成员在当地包括 Dłużniów 和 Werbkowice 裡的农场和庄园工作。大多数贝塔爾青年在 1942 年春天和随后的几个月与当地犹太人一同被杀害。然而，一小撮人返回华沙犹太区，後來在ŻZW 的不同階級參加了华沙犹太区起义。及後，布兰特从前往索比堡集中营的死亡之旅中逃脱，遭到赫鲁别舒夫当地农民告發，將他交给當地的盖世太保。他被盖世太保上級突擊隊大隊領袖艾伯纳任命为一个小型工作营的负责人。 1942年底或1943年初，他被艾伯纳槍殺。 
在立陶宛贝塔爾的领導人尤瑟夫·格拉茲曼（Josef Glazman）的领导下，犹太战士与立陶宛游击队一同在维尔纽斯市郊的森林中与纳粹軍隊對战。然而，其他国家大多数的反纳粹游击队均不愿意与贝塔爾并肩作战。傳統上，为了纪念格拉兹曼和向他致敬，大屠杀的倖存者會在赎罪日上演唱一首名為游击队之歌的曲目。
1938 年，大卫·拉齐尔（David Raziel）成为贝塔爾和伊爾貢（「国家军事组织」）的領導人，伊尔贡的軍歌正正是贝塔爾的會歌的最后一节。拉齐尔在第二次世界大战開始後不久就去世了，其时他在伊拉克安巴尔省哈巴尼耶地区参加了一次失败的英国間諜任务，目標破坏德国的利益。
伊尔贡-贝塔尔联盟應对阿拉伯人袭击所採取的策略与主流鍚安主義組織的克制政策不一樣。在 1930 和 40 年代的大部分时间，該联盟慣常以轰炸阿拉伯平民聚集的地方以回应任何針對巴勒斯坦犹太人的攻击。伊尔贡与贝塔尔在巴勒斯坦和世界各地密切合作，特別是在非法移民巴勒斯坦這方面，然而他们在组织和结构上仍然保持分离。随着英国的政策距離犹太人的需求和要求愈走愈遠，贝塔尔和伊尔贡加强執行針对英国、主要基于間諜和暗杀游击战略的军事計畫。

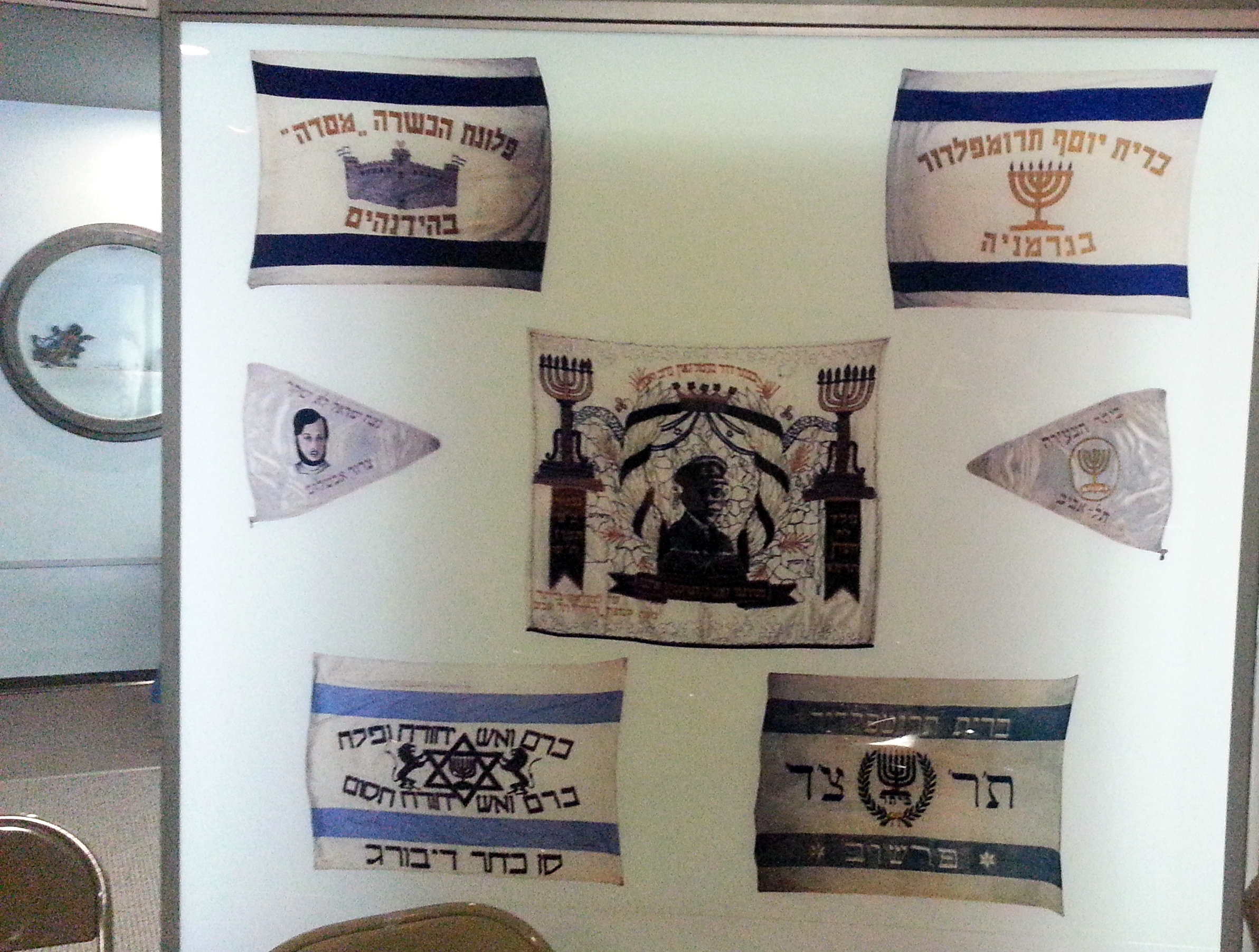
在特拉维夫賈鮑京斯基學院永久展示贝塔爾青年运动旗帜

随着第二次世界大战的爆发，拉齐尔和賈鮑京斯基宣布对英国无条件停火，因为英国和鍚安主義者有共同的敌人——納粹德国。 拉齐尔的副手亞伯拉罕·斯特恩脱离組織并成立了斯特恩集團，后来更名为莱希（ Lohamei Herut Yisrael ，「以色列的自由战士」），继续攻击英国目标。 有贝塔尔的激进派分子加入了莱希，但大多数贝塔尔成員都留在了伊尔贡。 
後来的以色列总理梅纳赫姆·贝京在二战前曾领导波兰贝塔尔，他在战争结束时抵达巴勒斯坦并立即掌管了巴勒斯坦贝塔尔和伊尔贡，帶领这两个组织在1948年阿以戰爭中作出贡献，这场战争確立了以色列正式宣布立國後的初始边界。 贝塔尔和伊尔贡在組織功能上一直保持混合，共享领导權和人力資源。相比之下，猶太事務局的官方防衛组织哈加拿以至其精英部隊帕爾瑪赫几乎没有贝塔尔成员。
贝塔尔的成员在以色列海军的建立過程中有關鍵的角色。以色列第一架飞机就是由賈鮑京斯基的儿子 Eri 駕駛飞往巴勒斯坦，当时他是國際贝塔尔幹事會的成员。
許多以色列著名的保守派人物都是贝塔爾的「毕业生」，包括前总理梅纳赫姆·贝京、伊扎克·沙米尔和埃胡德·奥尔默特，以及前国防部长摩西·阿伦斯。前利库德集团/ 前進黨成員、多個政府崗位的部长齊皮·利夫尼議員曾是一名贝塔尔青年， 尤尔·哈桑議員曾是以色列贝塔尔的領導人。利夫尼和哈桑其后成立了運動黨 ，该组织于 2015 年与中間偏左的鍚安主義联盟中的工党结盟。以色列现任驻联合国大使丹尼·达农亦是一名贝塔尔主义者，也是國際贝塔尔组织的前领导人。
自 1970 年代，贝塔尔的会员數目和影響力都在下降當中。然而，贝塔尔仍然非常活躍於犹太复国行動主義的活動。 塔加尔是贝塔尔的青年运动，作为修正派鍚安主義协会的一部分，1980 年代活跃於许多北美的大学校园。贝塔尔在提升人们对苏联压迫犹太人的認知和争取苏联犹太人移民到以色列的权利中发挥了重要作用。贝塔尔在澳洲和美國俄亥俄州克利夫兰仍然有相对顯著的影響力。
在 21 世纪初，贝塔尔在全球拥有约 21,000 名成员。 
在 2014 年，贝塔尔在法国组织了游行示威，以抗议反犹事件的上升，包括針对犹太教堂和个别犹太人的袭击。在這些遊行中，有一些贝塔尔成员展示了以前由猶太保衛同盟所使用的标志。 

## 区域活动

### 以色列

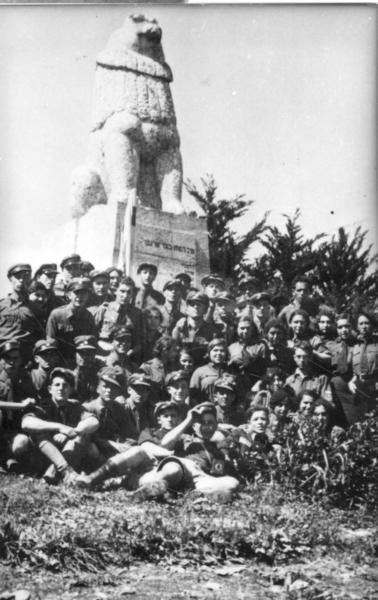
在特拉哈伊約瑟夫·特魯姆多爾纪念碑前的贝塔尔成员

贝塔尔是曾与反对派赫鲁特关聯，但由于政治格局慢慢地转变，贝塔尔在以色列的追随者人数自 1970 年代以来一直下降，一个重要的变化是篤信宗教的保守派開始在以色列兴起。尽管贝塔尔与迅速崛起的忠信社群和阿基瓦之子青年运动（与国家宗教党有联系）有着许多相同的政治目标，但贝塔尔始終維持作為一個世俗派運動組織，没有支持吞并有争议的西岸和加沙地带。 1980年代，由于梅纳赫姆·贝京（赫鲁特及其後继者利库德集团的领导人）成功达成大衛營協議，「世俗右翼」的崛起是贝塔尔追随者人数的下降另一原因，更多年轻人選擇加入比贝塔爾更极端的組織。
随着本雅明·内塔尼亚胡领导的利库德集团远离修正派鍚安主義的传统价值观，贝塔尔開始遭到以色列保守派的批评，认定贝塔尔为意识形态纯粹主义者。虽然贝塔尔一直是以色列强大政治人物的供應来源，贝塔尔的领导人因将党派政治鬥爭置于更优先的意识形态事项之上而遭受批评。 1990 年代后期， 班尼·贝京脱离利库德集团成立新的赫魯特 。

### 加拿大
多倫多贝塔尔目前专注于反对以色列种族隔离的類比。 2006 年 2 月，塔加尔在多伦多大学组织了一个「了解激进伊斯兰教周」的活動。 贝塔尔曾在多伦多和蒙特利尔与加拿大民主联盟等校外组织合作，以宣传世俗政治和参与性政治對加拿大的重要性。 2007 年 3 月，多伦多大学的贝塔尔-塔加尔更名为“多伦多大学的鍚安主義者”。
贝塔尔-塔加尔在 1980 年代黎巴嫩-以色列冲突期间活跃于蒙特利尔和多伦多。 贝塔尔于 2006 年 11 月 9 日在蒙特利尔再次活躍，與麦吉尔大学保守派学生合辦一個名为「選擇自由：西方的恐怖主义」的活动。2007 年 3 月，在麦吉尔大学，贝塔尔蒙特利尔举办了「激进伊斯兰認知周」。在 2007 年多伦多贝塔尔同期在多伦多大学举办了「自由与民主周」。

### 美国
贝塔尔在美国的第一個分支成立于 1929 年 10 月，主要由 Joseph Beder、William Katz、Haim Messer 和 Israel Posnansky 领导。Beder 于 1929 年春在访问了巴勒斯坦託管地，并与當地的贝塔尔成员接触。 贝塔尔美国的第一项活动是与纽约东部和下東城的当地分支一起举办光明节派对。
当米哈伊尔·斯特恩博士因為其儿子公开自己是鍚安主義者而遭苏联當局囚禁和生病後，来自纽约市的七名贝塔尔成員前往苏联并提出代替他服刑。苏联政府拒绝了他们的提议并驱逐他们出境。该小组由Fred Pierce领导，成員包括Elie Yossef和 Gilad Freund。
贝塔尔在纽约市和俄亥俄州克利夫兰有一个使徒。克利夫兰分会提供对所有城市开放的秋季和春季营地，贝塔尔安排以色列的夏季和冬季旅遊團，是为数不多，能为学生提供参观西岸的机会的組織之一。这些旅遊團允许学生在凱杜明、伊塔玛尔、阿隆莫雷、东耶路撒冷和希伯伦考察。他们已正式接纳凯杜明为姊妹城市，并在凯杜明花大量时间進行志愿服务工作。
在 90 年代早期到中期， Ronn Torossian担任美國贝塔尔的领导人，并使到美國贝塔尔会员增加至数百人。美國贝塔尔之前的领导层包括； Roey Urman、Glenn Mones、Barry Liben、Fred Pierce（70 年代初至中期）和 Benny Rosen（60 年代）。除了针对年轻学生的课程外，贝塔尔美國还为大学生开设了一个名为塔加尔的附属课程，並大力推动美国犹太人移民到以色列。   
之前在美国的使徒包括前以色列驻美国大使薩爾萊·梅利多（1980 年代后期）、 前以色列驻日本大使伊萊·科恩（1990 年代初）、Tova Vagimi、Sharon Tzur、Yitzhak Kerstein、Shlomo Ariav和 Shlomi Levy。

### 英国
英國贝塔尔早于 1930 年代后期存在，但在以色列建国後停止运作。英國贝塔尔的复兴始于 1974 年，由 Eli Joseph、Eric Graus 和 George Evnine 的协助下重新運作。國際贝塔尔运动的伊斯雷爾·米達于1975年抵达英国，在英国多塞特郡的謝伯恩学校成立了一个冬令营，在法国西北部成立了一个夏令营，在以色列成立了一个为期两周的夏令营。他們在大伦敦和其他地方的开设了分支，组织教育和文化活动，并就苏联犹太人和阿拉伯犹太人等議題以及英国当地的问题組織示威活动。 贝塔尔与赫魯特运动曾在倫敦Compayne Gardens 73號「Tel Chai House」共同办公。当该物业被出售後，贝塔尔在斯坦福山和大伦敦地区其他地点举行聚会。
在 2004 年到 2010 年期間，巴勒斯坦抵制、撤資、制裁運動每周都會在伦敦牛津街的馬莎百貨旗舰店外舉行反鍚安主義的示威。 英國贝塔尔和塔加尔在此期间每周组织一次的亲以色列的示威。
2004 年，英格兰和威尔士慈善委员会指贝塔尔「似乎是在促进政治目的而非慈善目的」，贝塔尔因而失去注册慈善地位。  
多年来，许多贝塔尔成员已移民到以色列。 目前英國贝塔尔有一个由大约 150 名成员组成的活跃小组，其主要活動範圍在伦敦。他們活躍於犹太复国行動主義，進行自卫和武术训练、政府游说工作、批评有偏见的媒体和反以色列文章，并组织和支持亲以色列的示威活动。他們的网站已经很多年没有更新，但众所周知贝塔尔成员仍然很活跃，且正考虑在伦敦設立永久總部。 

### 澳洲
澳洲贝塔尔非常活跃，在墨尔本、悉尼和昆士兰设有分支。这些分會在每个州份组织了许多活动，包括犹太青年营。 澳洲贝塔尔非是澳洲鍚安主義青年委员会的成员。
澳洲贝塔尔最初在墨尔本成立，并扩展到新南威尔士州（悉尼）和昆士兰州（布里斯本）。 1948 年，来自中国哈尔滨和其他地方的贝塔尔成员在墨尔本重建組織，為许多依然無法獲得援助的大屠杀犹太倖存者提供避难所。1953 年，贝塔尔扩展到悉尼，新南威尔士州贝塔尔是由来自中国的犹太移民建立的，他们的第一批領導人是Hans Dreyer 和 Bob Shteinman。此後，贝塔尔扩展到堪培拉和布里斯本，後來堪培拉分會并没有继续保持活跃，而昆士兰分會則于 2006 年庆祝了其第 50 次团聚。
悉尼分會经历了不同时期的扩张和收缩，會務在 1990 年代初达到顶峰。在那時期，冬令营恆常吸引超过 220 名成員參加，夏令营的規模也很大，通常會与澳洲贝塔尔的其他分會一同合办。在這段時間，他們举辦了几次联邦宿營，包括昆士兰图文巴的大露營。 澳洲贝塔尔还为高级成员举办年度研讨会，并为其高级领导人举办教育和培训会议。
贝塔尔一直站于澳洲犹太激进主义的最前線。 澳洲贝塔尔于 1952 年开始抗议纳粹支持者和同情者，他們在被指為亲纳粹的钢琴家華特·季雪金於墨尔本举行的一场音乐会上释放鸽子和臭气弹。该组织在 1960 年代与新纳粹团体斗争，并在 1970 年代和 1980 年代於悉尼犹太社区发起了為支持苏联犹太人的抗议活动。在每年的逾越节，澳洲贝塔尔支持在胡拉勒苏联领事馆外的年度抗议活动和針對波修瓦芭蕾舞團及莫斯科馬戲團表演的大规模抗议活动。澳洲贝塔尔曾抗议苏联外交部长爱德华·谢瓦尔德纳泽访问堪培拉和悉尼。在 1970 年代，该组织抗议巴勒斯坦学生总联盟访问澳洲学生联盟，因为后者的政治立場已转向左翼。及后，澳洲贝塔尔在波斯湾战争期间主动在堪培拉伊拉克大使馆和伊朗大使馆外组织社区抗议活动，抗议伊朗政府资助恐怖主义。澳洲贝塔尔还在德国驻悉尼领事馆前遊行，以抗议其认为战后德国反犹主义的死灰复燃。 2004 年，悉尼贝塔尔积极抗议將悉尼总理和平奖授給巴勒斯坦政治家夏楠·阿什拉維博士。
很多澳洲贝塔尔成員移民到以色列，令两国贝塔尔之间的密切关系得以維持。 澳洲贝塔尔每年都会派遣成员參加以色列的Hasbarah 遊說计划。

### 南非
南非贝塔尔曾是南非最大規模的青年运动之一，但現時影響力已大大降低。该组织总部位于约翰内斯堡，每年 12 月都会举办为期 3 周的夏令营，并持續進行年度计划，将青年送往以色列。与澳洲贝塔尔一样，许多南非贝塔尔成员已永久移民到以色列。近年，南非贝塔尔因缺乏资金結束了其年度宿營。最近，南非贝塔尔进行重组，专注于贝塔尔的核心价值，正在重新擴建。

### 巴西
巴西贝塔尔非常活跃，在阿雷格里港、里约热内卢和圣保罗都有分支。这些分會都會组织一致的活动，例如夏令营和冬令营，以及许多其他社区倡议行動，全国研讨会也很频繁地舉行，有些活动則會由三个分會合辦。2018年，贝塔尔里约热内卢分會正式成立，由Theodor Fuchs、Nicholas Beznos、Gabriel Uram、Guilherme Jaffé、Felipe Lazkani、Gabriela Sznajderman、Eduardo Oliven、Bernardo Press、Bruno Sznajderman、Gabriel Kac Nigri、Paulo Orenbuch、Davi Beznos、Caio Cohen和Victor Cohen領導。 2019 年，圣保罗分會成立，由 Marcos Zlotnik、Raphael Harari、David Breslauer 和 Ilan Charchat 领导。 巴西贝塔尔在 Juliana Katz、Yael Gitelman、Mono Sommer（國際贝塔尔的教育長）和 Nerya Meir（國際贝塔尔的首席执行官）的工作下才得以復興。 到 2010 年代末，贝塔尔已在巴西具有影響力，并且似乎还在大幅增长中。2020 年，巴西第一个哈加拿領導團歷經幾個年代后成立, 賈鮑京斯基的想法终于在该国两个最大的犹太社区重生。今天，每个分會都有超过 50 名成員，包括導師和學生 。

### 乌拉圭
作为乌拉圭最大規模的青年运动之一，乌拉圭贝塔爾已大大扩展。其基地位于蒙得维的亚，每周都会举办活动，亦會舉辦夏令营和大陆研讨会。

### 意大利
意大利一個青少年团体与来自世界各地的贝塔尔成員近期在羅馬创立新分會 。

## 體育
在以色列有许多贝塔爾运动队伍，其中包括耶路撒冷比達足球會 、耶路撒冷比達籃球會、特拉维夫贝塔爾和拉馬干贝塔爾。

## 外部連結
- 美国贝塔尔 （页面存档备份，存于）
- 泽维·贾鲍京斯基官方网站 （页面存档备份，存于）
- 英國贝塔尔 （页面存档备份，存于）（网站目前沒有更新）